# VLA2001
VLA2001は、フランスのバイオテクノロジー企業であるValneva SEによって臨床試験中の不活化ウイルスCOVID-19ワクチンである。

## 技術
日本脳炎ワクチンを元に開発された経緯がある。

## 有効性
2021年3月時点では臨床試験段階のため不明。